# Reflora
Reflora é um portal para o herbário e o banco de dados biológicos da flora brasileira, administrado pelo Jardim Botânico do Rio de Janeiro. Há dados descritos pelos cientistas até o presente e que podem ser atualizados diariamente com novas descobertas. O site é dinâmico e os dados são processados e acessados rapidamente, produzindo resultados que antes levariam anos para serem obtidos. 
Aproximadamente, 2100 espécies de algas, fungos e plantas foram descritas como novas para a ciência entre 2015 e 2020. Neste momento, são reconhecidas 49993 espécies para a flora brasileira (nativas, cultivadas e naturalizadas), sendo 4993 de algas, 35553 de angiospermas, 1610 de briófitas, 6320 de fungos, 114 de gimnospermas e 1403 de samambaias e licófitas.

## Herbário Virtual
Foi lançado em 2013 como uma iniciativa do Governo Federal do Brasil para resgatar as imagens dos espécimes da flora do Brasil e das informações a eles associadas que estavam depositados nos herbários estrangeiros.

## Flora do Brasil 2020
Em 2015, teve início o projeto Flora do Brasil Online 2020, banco de dados biológicos sobre a flora brasileira integrado ao sistema do Herbário Virtual e versão da Lista de Espécies da Flora do Brasil com novas funcionalidades acrescentadas, possibilitando, entre outras coisas, a inclusão e disponibilização das descrições e chaves de identificação. 
O lançamento ocorreu no dia 23 de fevereiro de 2021 em um evento para apresentar os resultados, junto com o lançamento de uma publicação homônima. Foi transmitido ao vivo pelo canal do Jardim Botânico do Rio de Janeiro no YouTube e contou com a presença da presidente do Jardim Botânico do Rio de Janeiro, Ana Lúcia Santoro, e da Secretária de Biodiversidade do Ministério do Meio Ambiente, Maria Beatriz Palatinus Milliet.